# Rumänsk-ortodoxa kyrkan
Rumänsk-ortodoxa kyrkan, eller Rumänska ortodoxa kyrkan, (rumänska: Biserica Ortodoxă Română) är en östlig ortodox kristen kyrka baserad i Rumänien. 
Idag (2024) upskattas det att kyrkan har omkring 19 miljoner medlemmar.

## Historia

### Ursprung
Kristendomen i dagens Rumänien går tillbaka till aposteln Andreas, där han predikade i Mindre Skytien, regionen mellan floden Donau och Svarta havets västkust. Därför anses kristendomen i Rumänien vara "av apostoliskt ursprung".
Många kristna i Mindre Skytien blev martyrer under förföljelserna under den romerska kejsaren Diocletianus styre. Namnen på många av martyrerna är kända och deras reliker förvaras i rumänsk-ortodoxa kyrkor.

### Självständigt
Efter Rumäniens självständighet 1877 fick den rumänsk-ortodoxa kyrkan autokefali 1885.
Att ta reda på samfundets attityd till den tidigare socialistiska regimen är svårt på grund av begränsad tillgång till statlig arkivinfo.

### 1900-talet
Den 4 februari 1925 beslutades det att den rumänska kyrkan upphöjas till ett patriarkat.

#### Efter andra världskriget
Efter andra världskriget restaurerades över 12 000 kyrkor, kloster, kapell med mera. Samtidigt byggdes också tusentals nya kyrkor.

#### Under och efter kommunismen
Under kommunisttiden tillät den rumänska staten att kyrkan skulle upprätthålla bland annat två teologiska fakulteter i Bukarest och Sibiu. Det fanns också många aktiva kloster. Trots detta var kyrkan hårt kontrollerad av staten.
Efter kommunismens fall började den rumänska kyrkan att växa, då bland annat kyrkor öppnades.
Vid slutet av 1900-talet hade kyrkan mer än 16 miljoner medlemmar.

## Utbredning
Förutom i Rumänien sträcker sig rumänsk-ortodoxa kyrkan in i Moldavien, Serbien och Ungern. Man bedriver också verksamheter i Oceanien.
Kyrkan består av fem metropolitsäten med 10 ärkestift och 14 stift i Rumänien, tre metropolitstift i Bessarabien, Central- och Nordeuropa, Väst- och Sydeuropa, ett ärkestift i USA och Kanada och två stift i Ungern, Serbien och Montenegro.

## Anslutningar
Följande organisationer är den rumänska kyrkan medlem i:
- Kyrkornas världsråd, sedan 1961.[4]
- Sveriges kristna råd[4]
- Ekumeniska föreningen för kyrkor i Rumänien[4]
- Europeiska kyrkokonferensen[4]

## Bilder

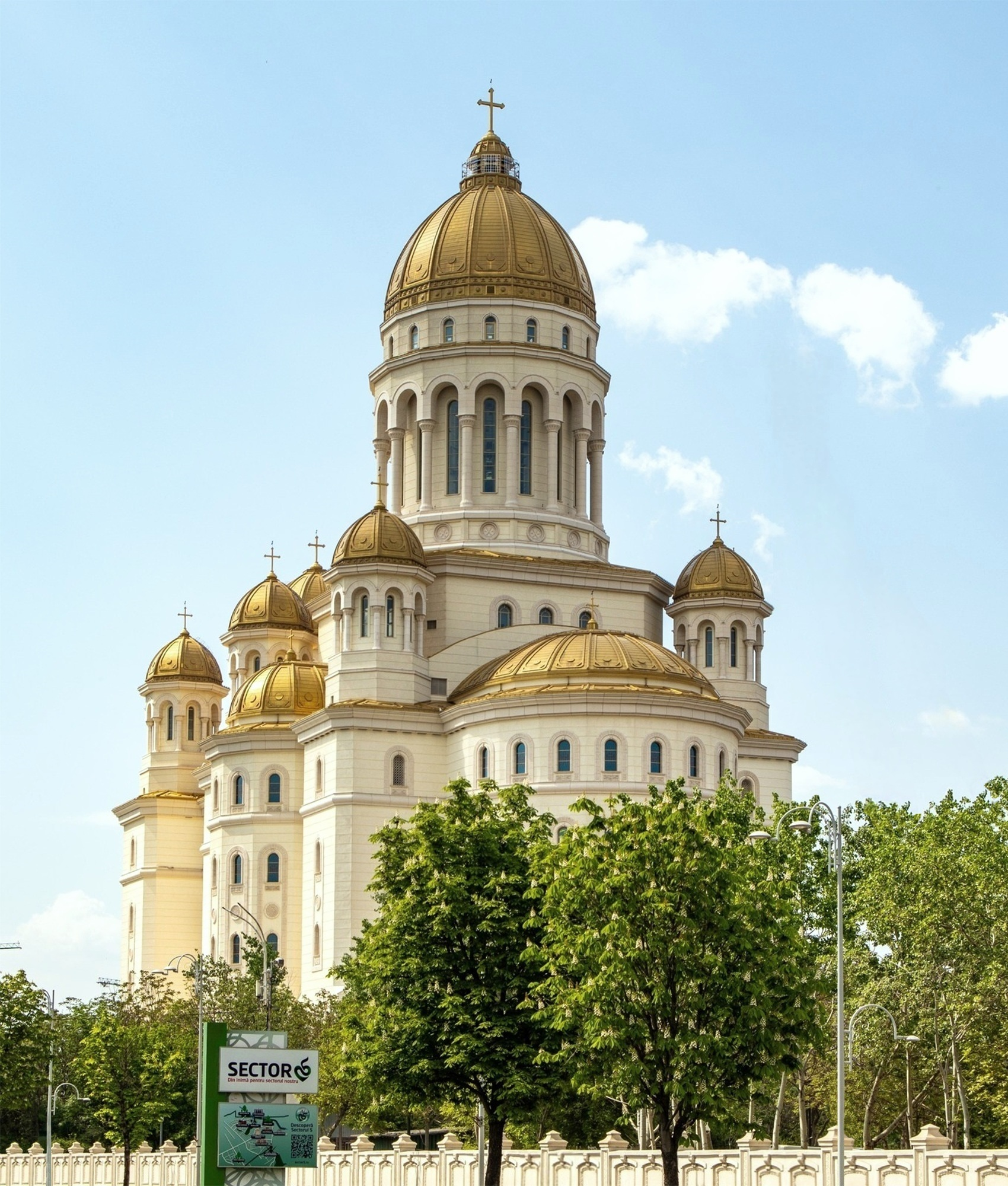
Folkets frälsnings katedral i Bukarest
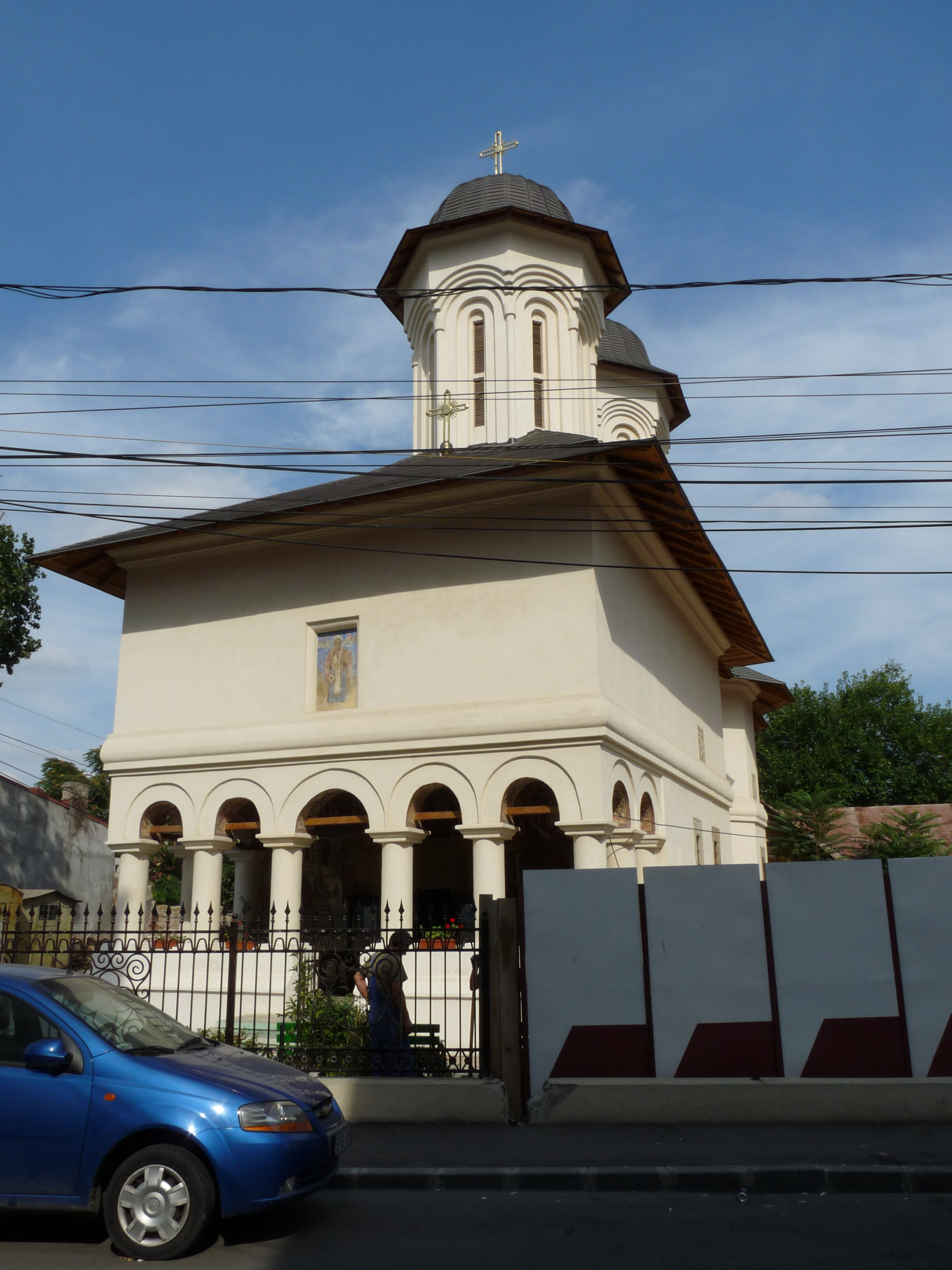
Udricanikyrkan i Bukarest
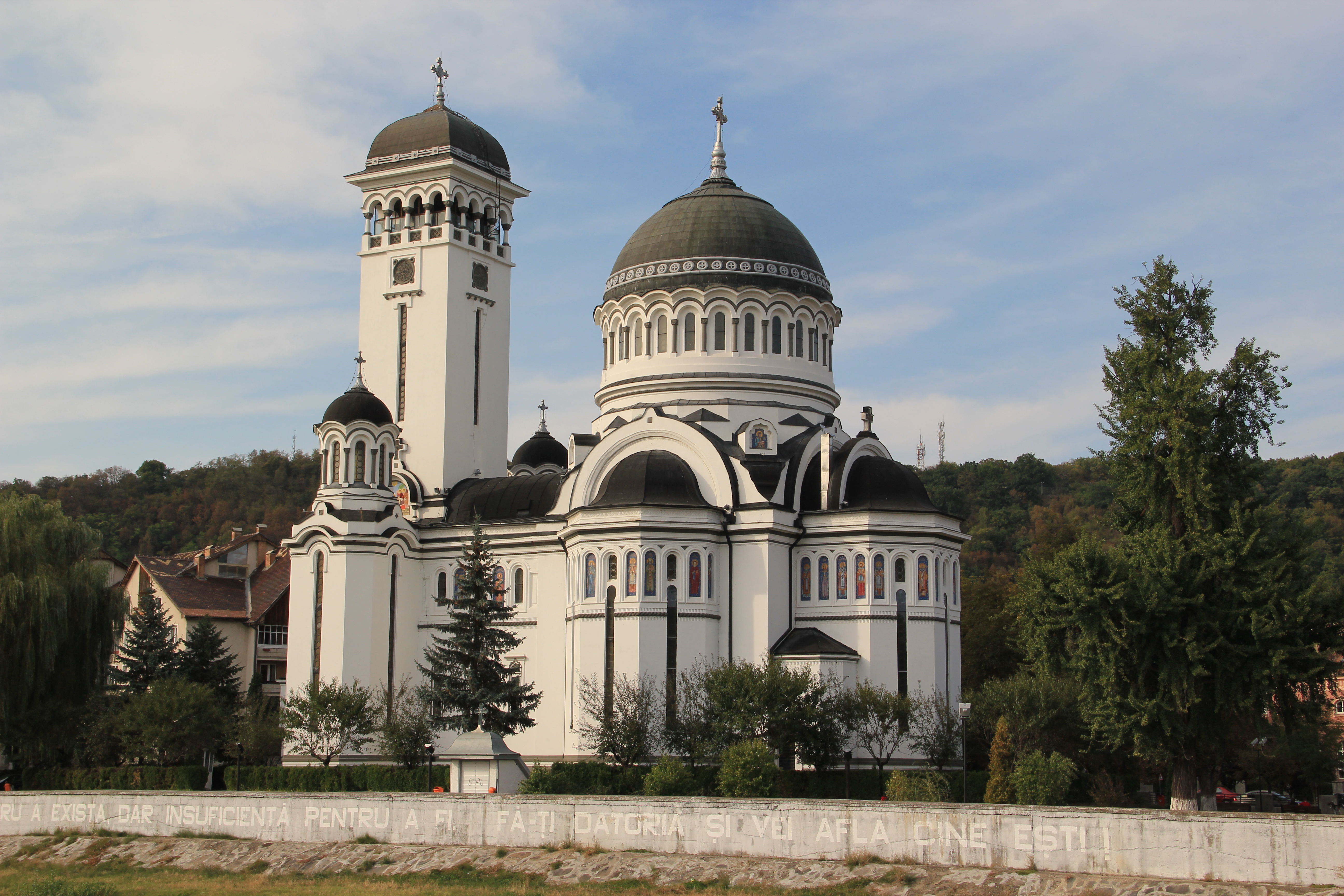
Heliga Treenighetens kyrka i Sighișoara
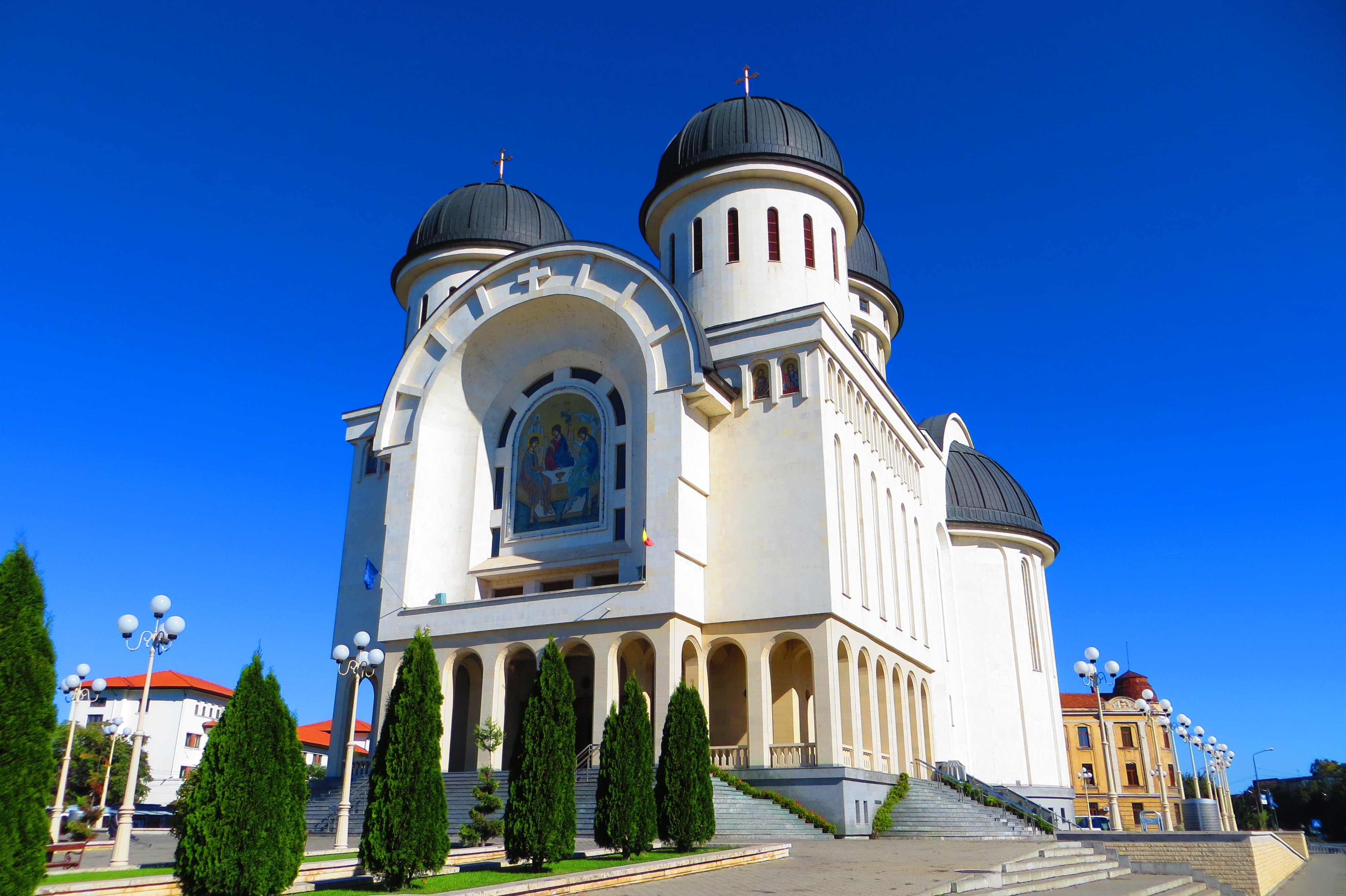
Heliga Treenighetens katedral i Arad
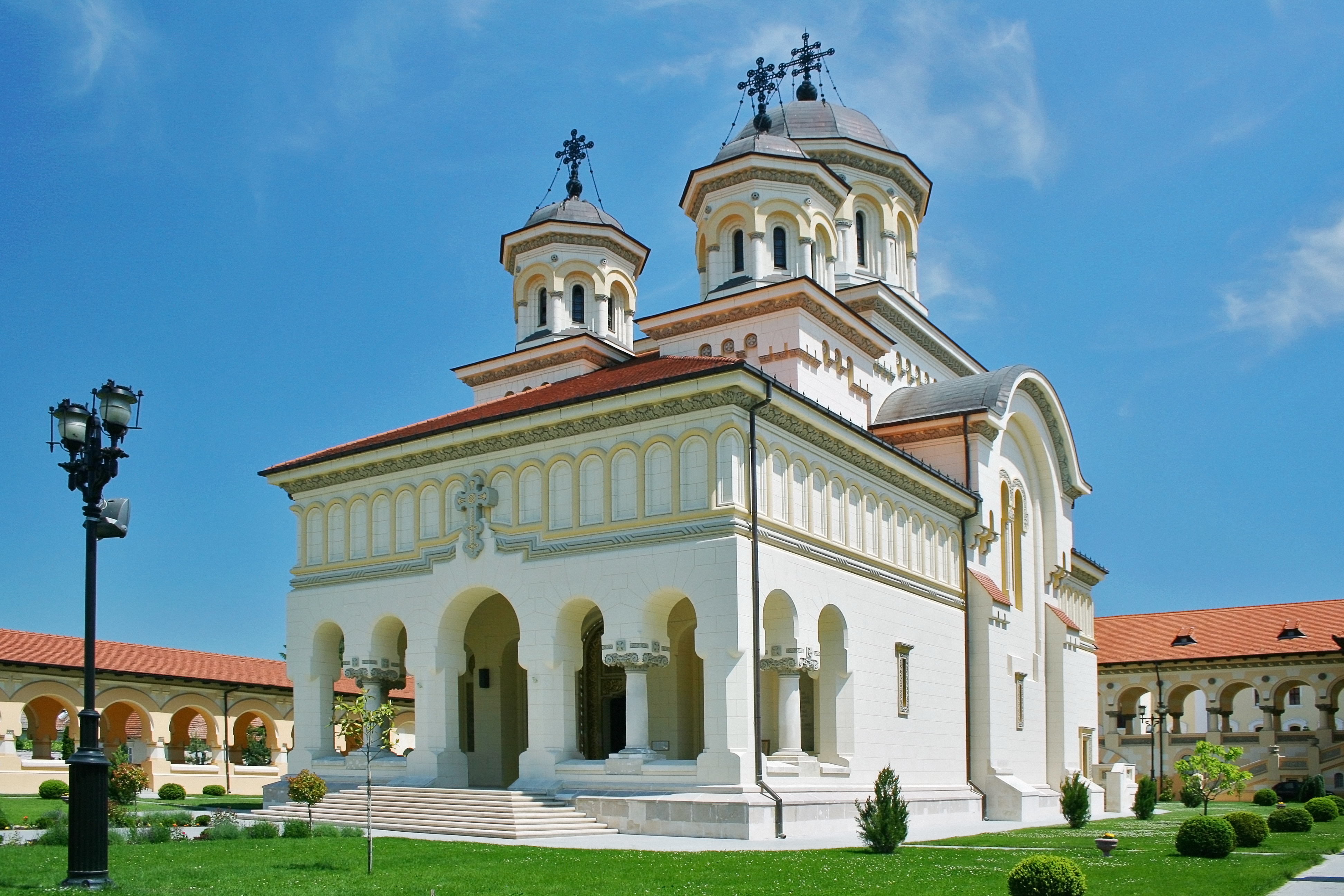
Kröningskatedralen i Alba Iulia
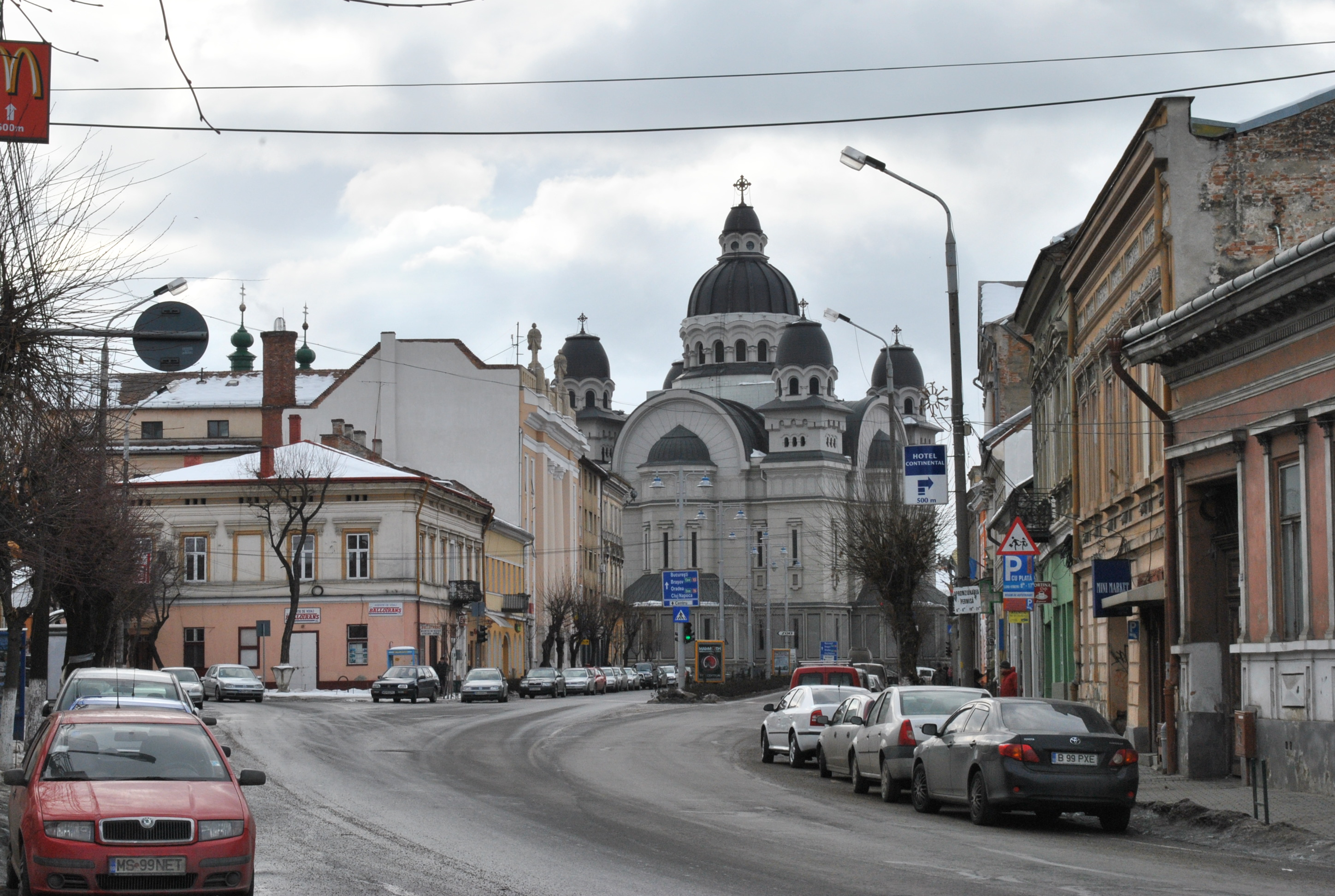
Kristi himmelsfärdkatedralen i Târgu Mureș
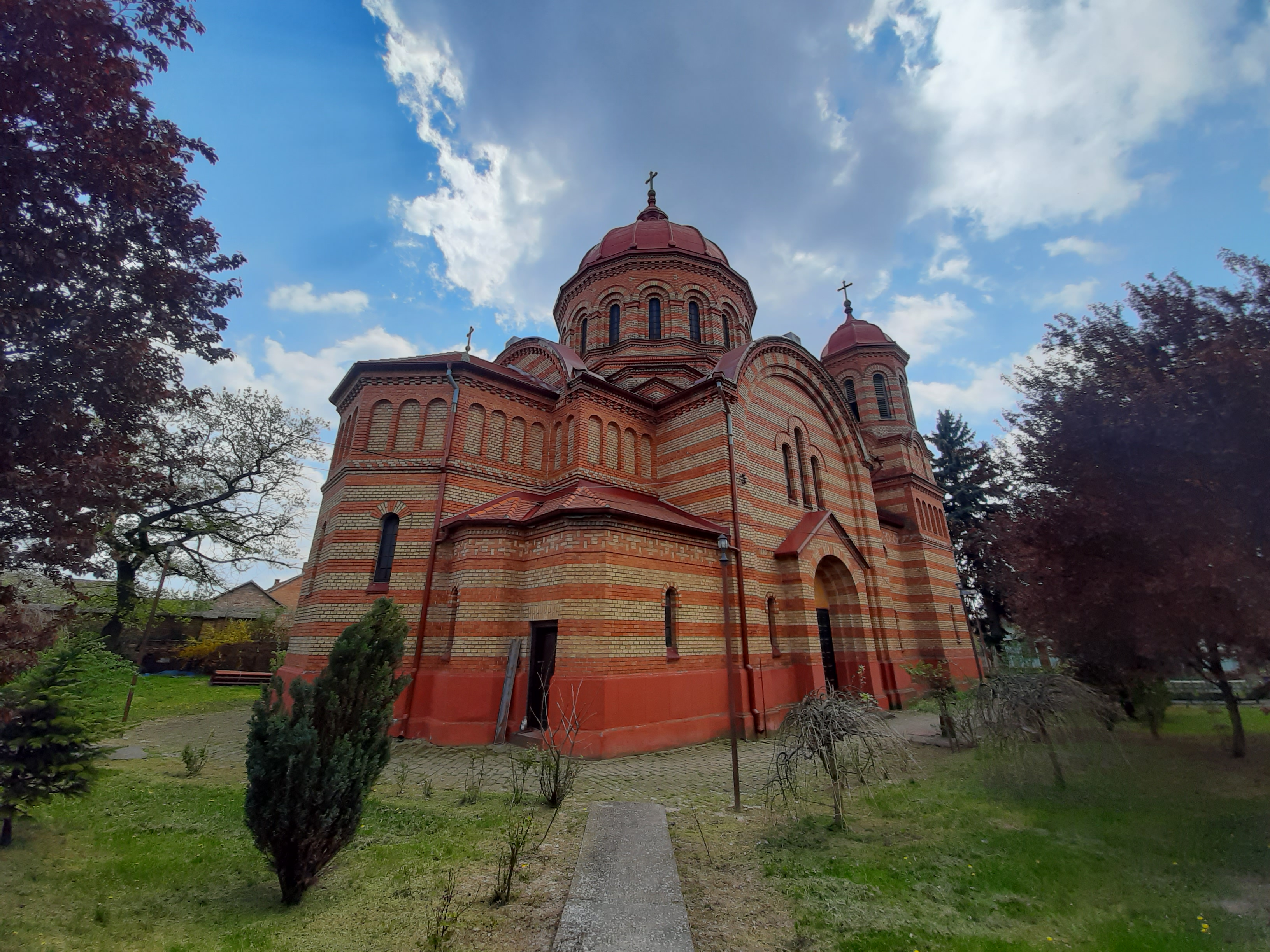
Heliga Treenighetens rumänsk-ortodoxa kyrka i Deliblato
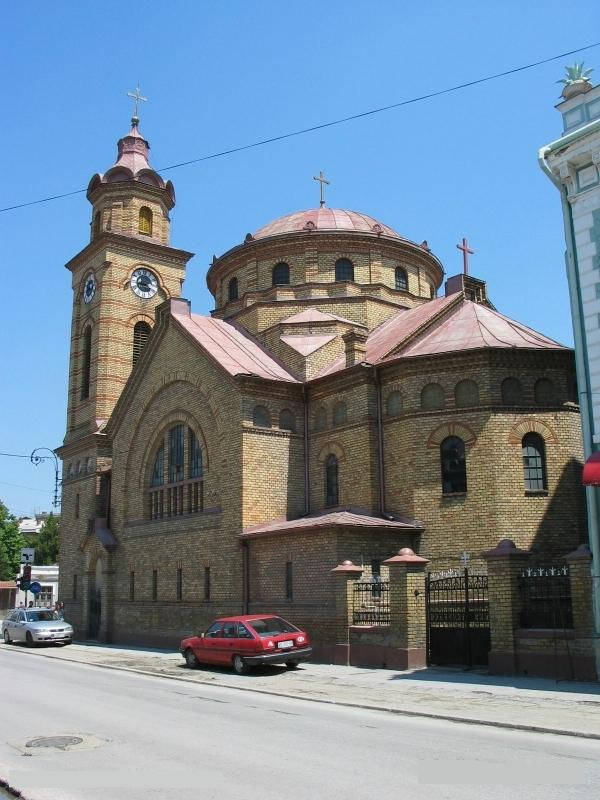
Rumänsk-ortodoxa kyrkan i Vršac
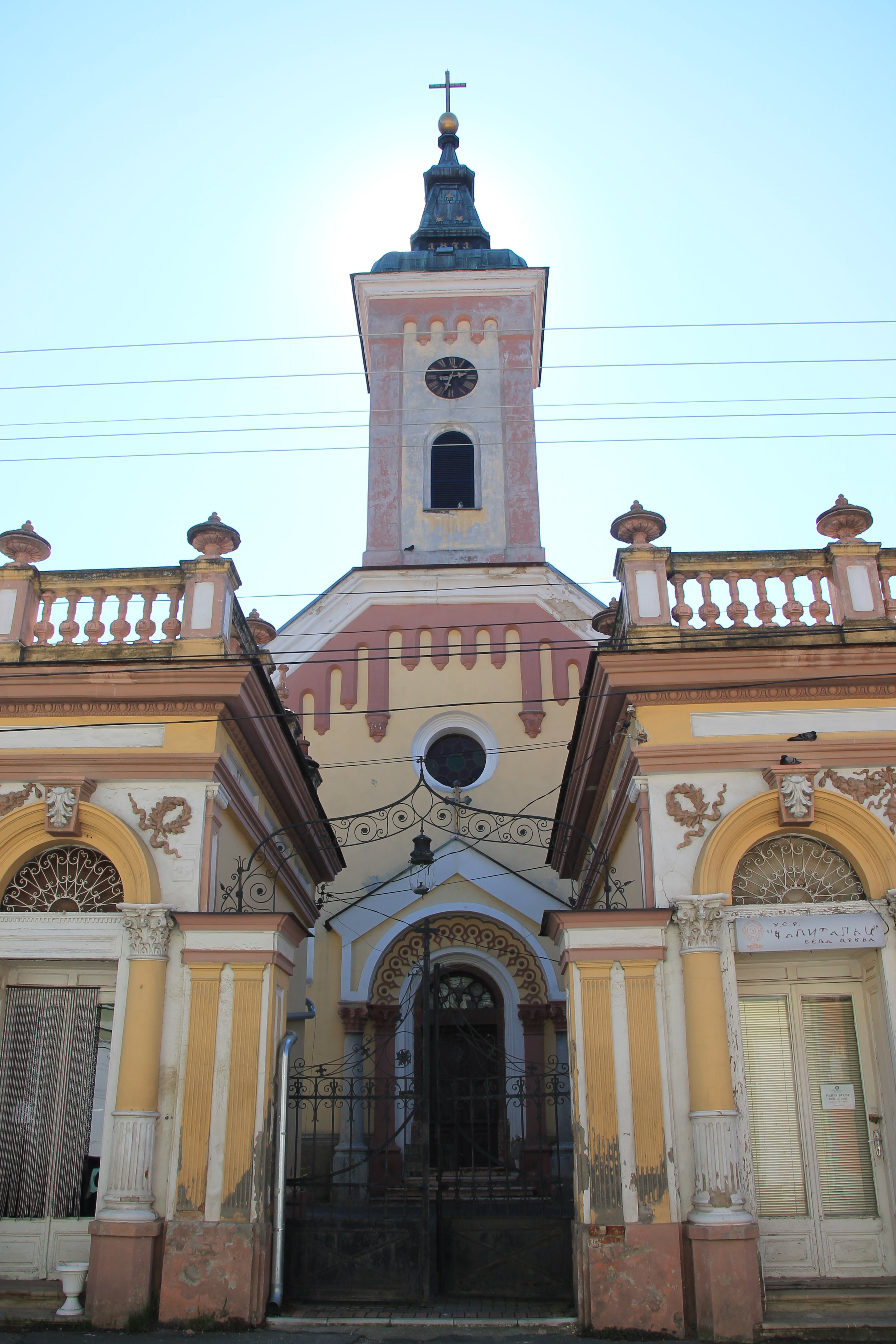
Rumänsk-ortodoxa kyrkan i Bela Crkva
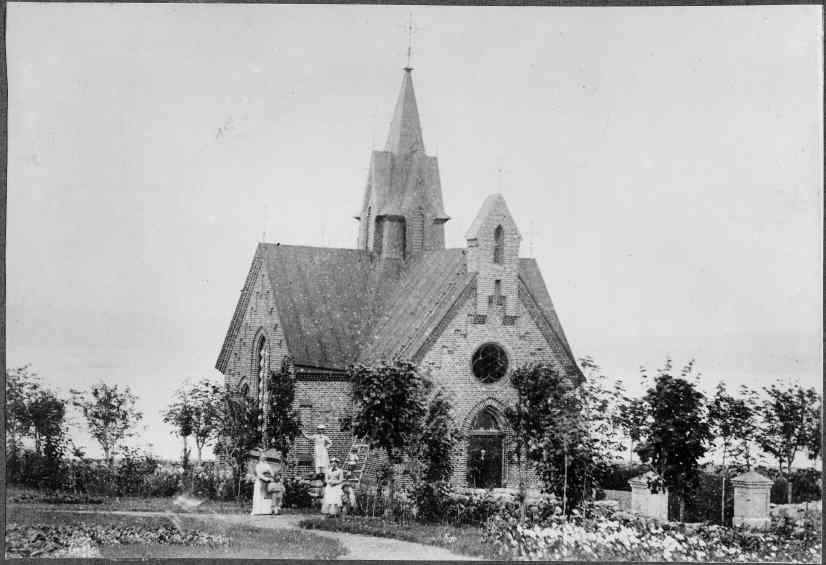
Ceciliakyrkan i Jönköping
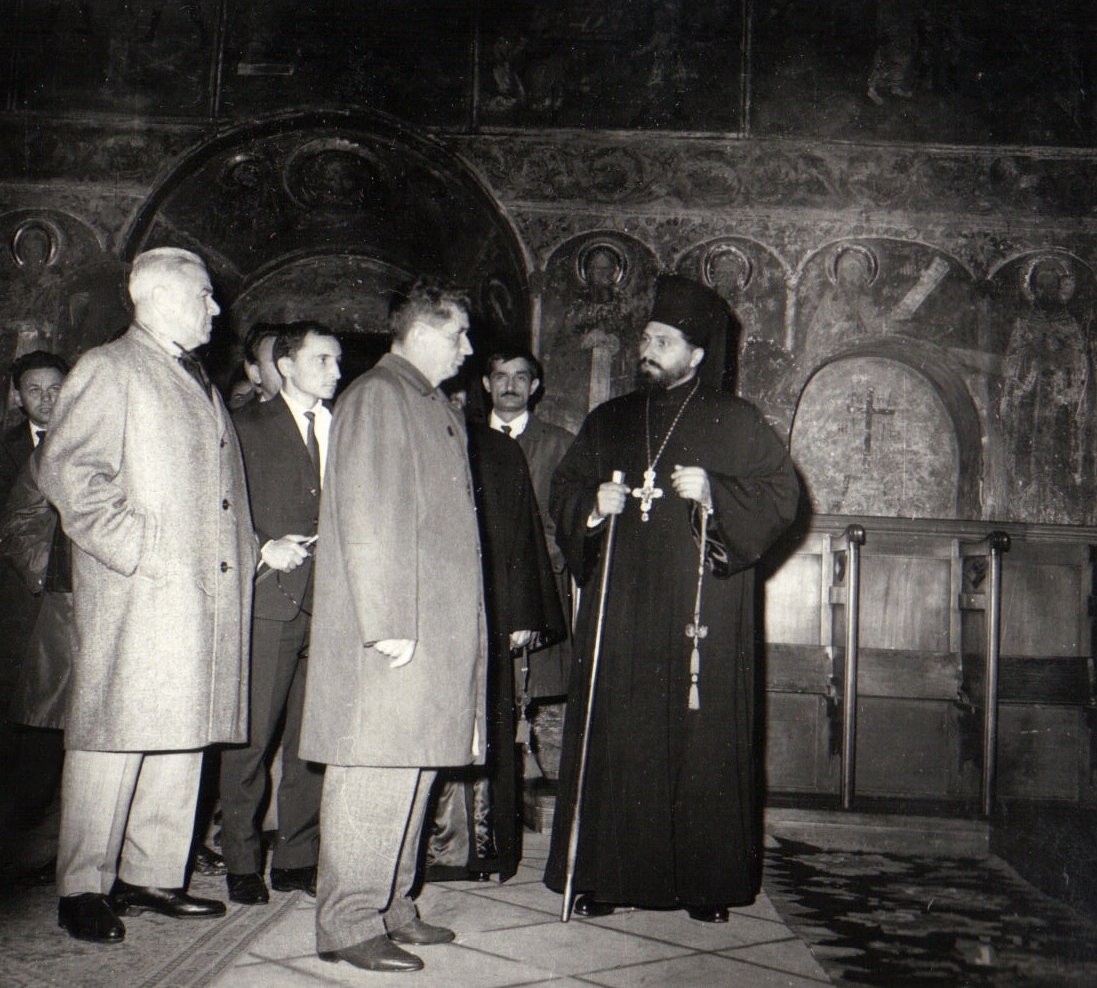
Nicolae Ceaușescu och annat partifolk besöker Neamţs kloster 1966.

### Allmänna källor
Den här artikeln är helt eller delvis baserad på material från engelskspråkiga Wikipedia, 29 juli 2012.
- Romanian Orthodox Church | World Council of Churches (oikoumene.org)
- Romanian Orthodox Church | History, Beliefs & Practices | Britannica
- VI. The Romanian Orthodox Church after 1918 (the “contemporary” period) - Patriarhia.ro